# اندرز کنم به شما کودکان
در متن اندرز خوبی کنم به شما کودکان رفتار درست کودکان در راه مدرسهٔ دینی (هیربدستان) مانند نیازردن حیوانات و احترام به رهگذران آشنا، رفتار در خانه مانند احترام به پدر و مادر و فرمانبرداری از آنان، آداب غذا خوردن، وظائف دینی صبحگاهی، رفتار با استاد در مدرسه، وقت رفتن به مدرسه و سن رفتن به مدرسه و کوشش در فراگیری آمده‌ است.  